# Сдвижная дверь
Сдвижная дверь — тип двери, открывающейся сдвигом (обычно горизонтально) вдоль специальной направляющей. В небольших автомобилях сдвижные двери практически не используются, но зато активно применяются в микро- и обычных автобусах, чтобы обеспечить посадку-высадку, не заграждая тротуар (как распашной дверью). Они часто используются на боковой стороне грузовых фургонов, так как аналогичным образом позволяют произвести погрузку/выгрузку крупногабаритного оборудования не заграждая доступ. Сдвижные двери применялись на советских трамвайных вагонах 71-605 и 71-608.

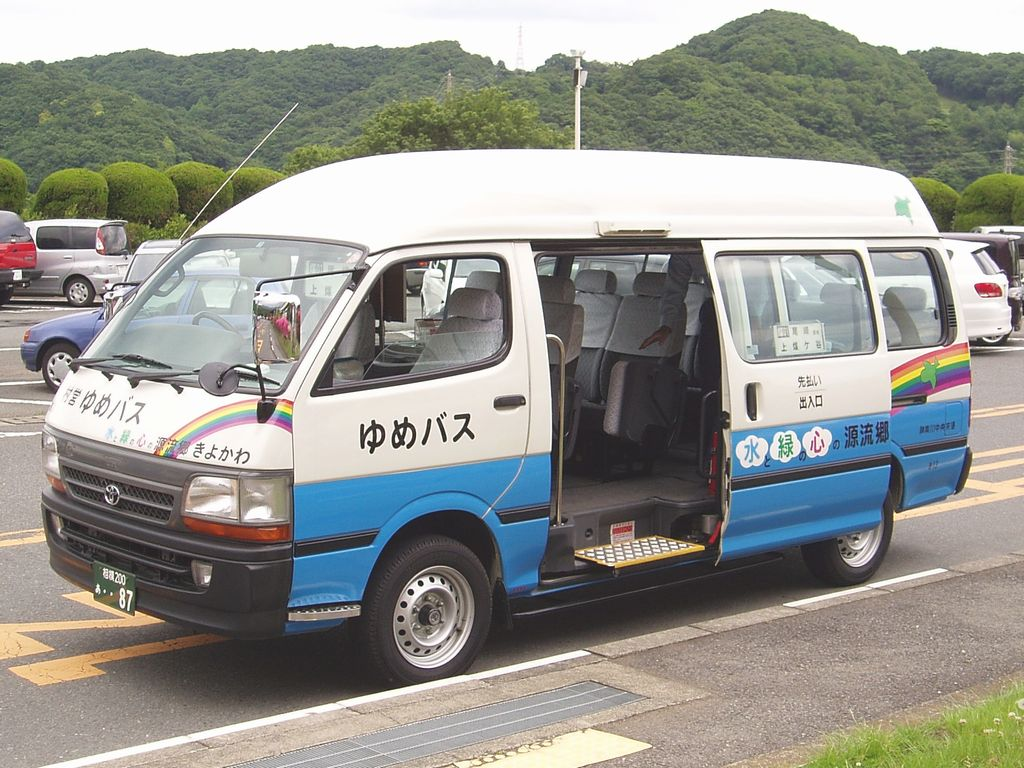
Микроавтобус со сдвижной дверью

Сдвижные двери часто используются в микровэнах, таких как Toyota Porte, Peugeot 1007 и Renault Kangoo, хетчбэках, таких как Toyota Raum, однако широкое применение наблюдается в минивэнах: Toyota Previa, Citroen C8, Peugeot 807, Chrysler Voyager и Kia Sedona. С течением лет с ростом популярности минивэнов всё чаще используются и сдвижные двери, так как дают лёгкий доступ в салон и делают возможной парковку в ограниченном пространстве.

## Нетрадиционные стили

### Задвижные двери

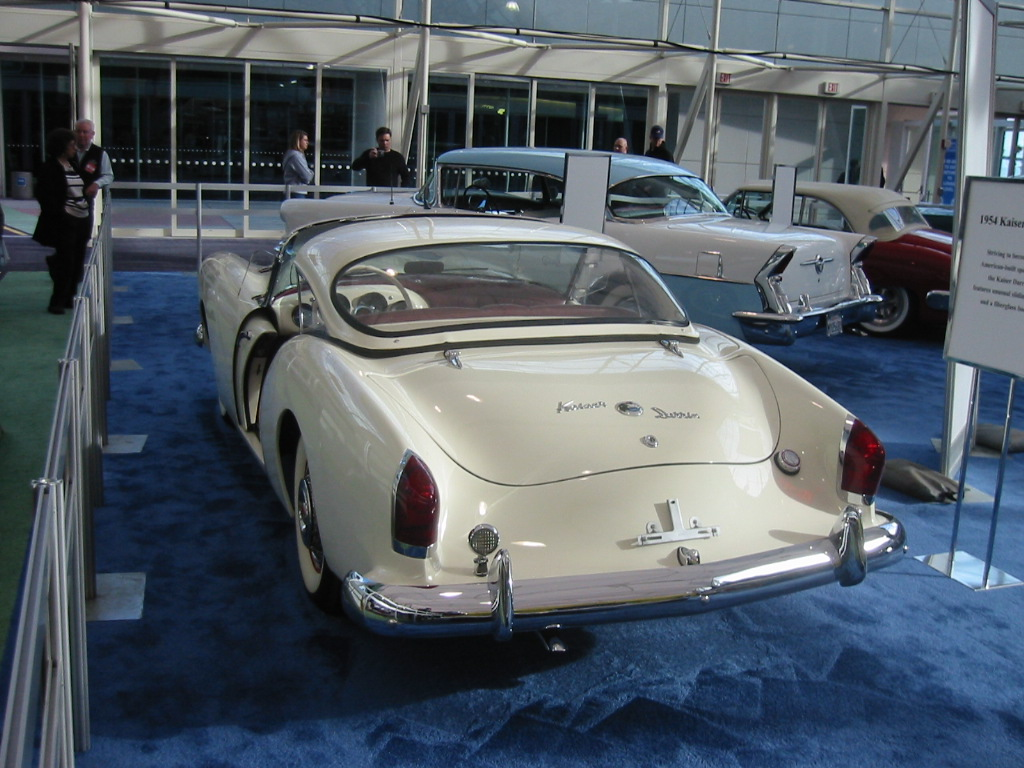
Модель «Kaiser Darrin». На картинке видны задвижные двери, сдвинутые в крыло.

Задвижная дверь — это сдвижная дверь, которая при сдвиге постепенно заходит в специальный карман прилегающей стенки и полностью туда уходит в открытом положении. В автомобиле она сдвигается в отсек кузова. Задвижные двери часто применяются в архитектуре, в автомобилях — редко.

#### 1954 Kaiser Motors
Кайзер был первым и единственным производителем, реализовавшим задвижные двери, хотя не все его автомобили оборудовались ими. До настоящего времени никакой другой автомобиль не использовал задвижные двери. Его оригинальные задвижные двери аккуратно сдвигаются в передние крылья, что делает автомобиль более эстетичным, чем в случае когда двери сдвигаются по внешней стороне кузова.
Так как в связи с необходимостью иметь место для сдвига полноразмерных дверей передние крылья должны быть длиннее обычного, это увеличивает общую колёсную базу автомобиля и несколько снижает его маневренность.

### Вертикальные двери
Вертикальная дверь — тип сдвижной двери, сдвигаемой вертикально, обычно по рельсе или колее.

#### BMW Z1 1989—1991 гг.

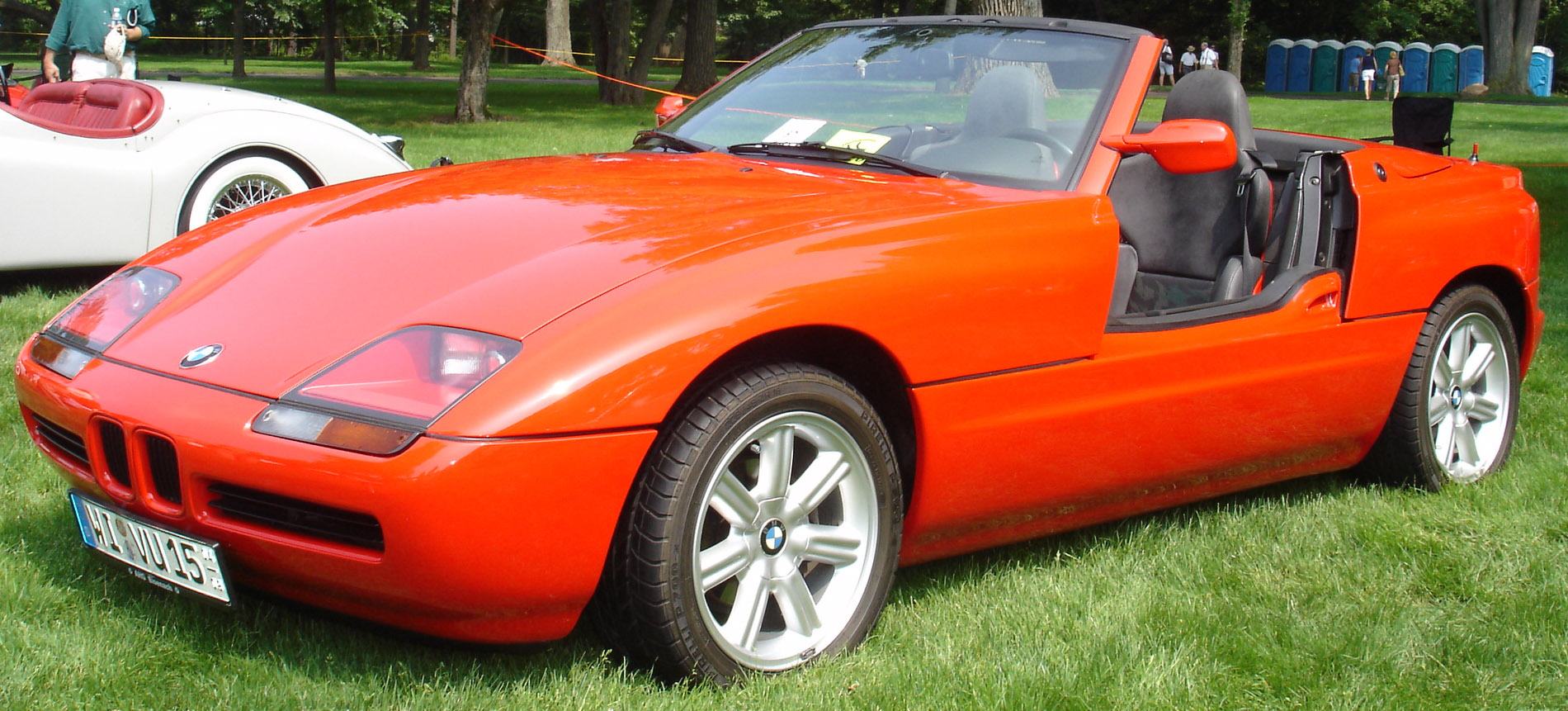
BMW Z1 с открытыми дверями

Необычные вертикально-сдвижные двери BMW Z1 — одна из его самых интересных особенностей. Двери сдвигаются вертикально вниз внутрь шасси автомобиля. Это означает, что они сдвигаются в специальных отсек внутри кузова и технически являются задвижными дверьми. Тем не менее их не относят к этой группе по причине, что они сдвигаются не вдоль своей длины (и кузова). Вдохновение на такие двери пришло от традиционных родстеров, часто имевших снимаемые двери — металлические или из ткани. Так как снимаемые двери не подходили целям дизайна BMW, вместо них были установлены вертикально-сдвижные двери.
Механизм вертикального сдвига устроен так, что верхние половины боков автомобиля задвигаются в нижние. Из-за этого у машины высокие пороги, которые могут сделать вход и выход сложнее чем обычно, зато независимо от положения дверей они обеспечивают защиту от аварии и можно законно и безопасно ездить как с поднятыми, так и опущенными дверьми. BMW никогда не импортировал Z1 в США. Они легальны в США только со специальным разрешением «Show & Display» национальной администрации по безопасности дорожного движения США для технологически или исторически значимых автомобилей.
Окнами можно управлять независимо от дверей, хотя они автоматически втянутся, если дверь опустить.

#### Концепт-кар Lincoln Mark VIII 1993 года
Двери концепт-кара Lincoln Mark VIII целиком сдвигаются внутрь основания кузова. Это устраняет проблему высоких порогов, которую испытывал Z1. С другой стороны такая конструкция более сложная и увеличивает риск поломки. Также значительно возрастает масса автомобиля, делая его медленнее и менее эффективным.
Модель была спроектирована по той причине, что руководители Lincoln были заинтересованы в больших тяжёлых дверях в Mark VIII и хотели их улучшить, особенно для городов с ограниченным пространством для парковки. Их идея заключалась в том, чтобы двери Mark VIII задвигались вниз и не требовали бы дополнительного места снаружи автомобиля, позволяя людям спокойно войти или выйти. В то время для крупных производителей автомобилей было обычной практикой заключать субконтракты на концепт-кары с компаниями, специализирующимися на этом . В данном случае Mark VIII был передан Joalto Design Inc. близ Детройта. Joalto до сих пор обладает многими патентами США на конструкции шасси и кузова этого автомобиля.
Joalto Design Inc. создал этот единичный концепт-кар и передал обратно в Lincoln на рассмотрение руководством для серийного выпуска. К сожалению, руководству не понравился дизайн и они распорядились отправить автомобиль на свалку и уничтожить. К счастью автомобиль не уничтожили и в сентябре 2007 года он был продан на аукционе eBay.

### Сдвижная дверь с внутренней колеёй
Открывается подобно обычной сдвижной двери фургона, но в отличие от большинства типов сдвижных дверей, где колея расположена на внешней стороне автомобиля, этот обладает колеёй, расположенной на внутренней стороне двери. Это позволяет убрать из внешнего дизайна колею, и кроме того дверь может сдвигаться за пределы заднего края кузова. Тем не менее такая конструкция двери очень необычная, её можно найти только на Mitsubishi RVR. Она изобретёна и спроектирована в Mitsubishi Motors по той причине, что RVR достаточно короткий автомобиль относительно размера боковой двери и поэтому не может иметь колею сбоку кузова. Таким образом механизм с внутренней колеёй применён так, что сдвижная дверь может сдвигаться достаточно широко, чтобы позволить пассажирам свободно войти и выйти из машины. Новый Mitsubishi EK Wagon также использует этот тип сдвижной двери, только оснащён ей лишь с одной стороны, в то время как боковая дверь у задних сидений со стороны водителя обычная распашная. Сдвижная дверь EK на электроприводе.